# Свети Лазар (Бегнище)
„Свети Лазар“ (на македонска литературна норма: „Свети Лазар“) е скална църква, разположена в южната част на Северна Македония, известна със запазените си стенописи от XIV век.
Църквата е разположена във входа на пещера на 5 km югозападно от тиквешкото село Бегнище над брега на язовира Тиквешко езеро на река Църна. Намира се в скалист, сух предел на около 30 m над нивото на езерото. Пещерата има две каверни – източна, пред която е издигната църквата, с дължина около 16 метра и дълбочина от 8 метра и югозападна – широка на входа около 1,5 m и дълбока около 20 m. Височината на пещерата е 6-8 m. В резултата на проучванията се смята, че живописта е от XIV век. От някогашната сграда с малки вътрешни размери (2 Х 2,5 m) днес са запазени част от южния и източния зид с олтарната апсида. Западната, северната и част от източната стена са разрушени, вероятно в резултат на подкопаване. Църквата представлява еднокорабна сграда, в чийто състав влиза олтарното пространство, с апсида полукръгла отвътре и изпъкната навън и в продължение наос. Градена е от камък и хоросан. Южната и източната фасада не са измазани и нямат живопис. Остатъци от живопис има по южния и източния зид, апсидата и на незначителен дял от свода в югоизточния дял на сградата.
След създаването на Тиквешкото езеро (1964 – 1968 година) църквата е достъпна единствено пред водите на язовира. Черен път стига от село Бегнище до вливането на река Каменица в езерото.
- Богородица от Благовещение, източната стена – от южната страна на апсидата.
- Фриз от медальони с торсове на мъченици.
- Христос Емануел и Елисавета, източна стена.